# Matinera cuallarga pàl·lida
La matinera cuallarga pàl·lida (Laticilla cinerascens) és un ocell de la família dels pel·lorneids (Pellorneidae).

## Hàbitat i distribució
Habita zones amb herba i canyes, prop de l'aigua, a l'Índia oriental, a l'oest de Bihar, Bengala Occidental, oest d'Assam i nord de Bangladesh.